# Turdoides
Turdoides Cretzschmar, 1827 è un genere di uccelli passeriformi della famiglia Leiothrichidae, comunemente chiamati garruli, distribuiti tra l'Africa e l'Asia meridionale.

## Descrizione
Sono uccelli dalla lunga coda, in genere piuttosto grandi, che cercano cibo in gruppi chiassosi. La maggior parte delle specie ha un piumaggio grigio, marrone o grigio-marrone.

## Tassonomia
Il genere comprende le seguenti specie:
- Turdoides nipalensis (Hodgson, 1836) - garrulo spinoso o garrulo del Nepal
- Turdoides altirostris (Hartert, 1909) - garrulo dell'Iraq
- Turdoides caudata (Dumont, 1823) - garrulo comune
- Turdoides huttoni (Blyth, 1847) - garrulo dell'Afghanistan
- Turdoides earlei (Blyth, 1844) - garrulo striato o garrulo striolato
- Turdoides gularis (Blyth, 1855) - garrulo golabianca
- Turdoides longirostris (Moore, 1854) - garrulo beccosottile o garrulo beccolungo
- Turdoides malcolmi (Sykes, 1832) - garrulo grigio o garrulo di Malcolm
- Turdoides squamiceps (Cretzschmar, 1827) - garrulo d'Arabia
- Turdoides fulva (Desfontaines, 1789) - garrulo fulvo
- Turdoides aylmeri (Shelley, 1885) - garrulo squamato o garrulo scaglioso
- Turdoides rubiginosa (Rüppell, 1845) - garrulo rossiccio
- Turdoides subrufa (Jerdon, 1839) - garrulo rossastro o garrulo rossiccio indiano
- Turdoides striata (Dumont, 1823) - garrulo della giungla o garrulo striato testabianca
- Turdoides rufescens (Blyth, 1847) - garrulo beccoarancio o garrulo della giungla di Sulawesi
- Turdoides affinis (Jerdon, 1845) - garrulo beccogiallo o garrulo testabianca
- Turdoides melanops (Hartlaub, 1867) - garrulo dalle redini o garrulo occhigrigi
- Turdoides sharpei (Reichenow, 1891) - garrulo bianconero di Sharpe
- Turdoides tenebrosa (Hartlaub, 1883) - garrulo fosco
- Turdoides reinwardtii (Swainson, 1831) - garrulo capinero
- Turdoides plebejus (Cretzschmar, 1828) - garrulo bruno
- Turdoides leucocephala Cretzschmar, 1826 - garrulo di Cretschmar
- Turdoides jardineii (Smith, 1836) - garrulo sagittato o garrulo lanceolato
- Turdoides squamulata (Shelley, 1884) - garrulo squamoso
- Turdoides leucopygia (Rüppell, 1837) - garrulo groppabianca
- Turdoides hartlaubii (Barboza du Bocage, 1868) - garrulo d'Angola
- Turdoides hindei (Sharpe, 1900) - garrulo bianconero di Hinde
- Turdoides hypoleuca (Cabanis, 1878) - garrulo bianconero settentrionale
- Turdoides bicolor (Jardine, 1831) - garrulo bianconero meridionale o garrulo bicolore
- Turdoides gymnogenys (Hartlaub, 1865) - garrulo guancenude